# Neporadza (Trenčín)
Neporadza ist eine Gemeinde im Nordwesten der Slowakei mit 802 Einwohnern (Stand 31. Dezember 2024) und gehört zum Okres Trenčín, einem Teil des Trenčiansky kraj.

## Geographie
Die Gemeinde befindet sich im nördlichsten Teil des Hügellands Nitrianska pahorkatina und somit auch des slowakischen Donautieflands am Fuße des Gebirges Strážovské vrchy. Quer durch die Gemeinde fließt die Svinica, am östlichen Ortsrand dann der Svitavský potok. Das Ortszentrum liegt auf einer Höhe von 293 m n.m. und ist 16 Kilometer von Bánovce nad Bebravou sowie 20 Kilometer von Trenčín entfernt.
Nachbargemeinden sind Trenčín (Stadtteil Kubrica) im Norden, Motešice im Nordosten und Osten, sehr kurz Bobot im Südosten, Svinná im Süden, Trenčianske Mitice im Westen und Soblahov im Nordwesten.

## Geschichte
Die heutige Gemeinde entstand 1960 durch Zusammenschluss von Bošianska Neporadza (bis 1927 „Bošanská Neporádza“; ungarisch Bosányneprőd – bis 1907 Bossanneporác) und Rožňová Neporadza (bis 1927 „Rožnová Neporádza“; ungarisch Rozsonyneprőd – bis 1907 Rozsonyneporác).
Der ursprünglich einige Ort wurde zum ersten Mal 1269 als Peparaz schriftlich erwähnt und war zuerst Teil des Herrschaftsgebiets der Burg Trentschin. Nach dem Tod des Oligarchen Matthäus Csák im Jahr 1321 wurde ein Teil Besitz der landadeligen Familie Bossányi, der andere Teil erhielt später seinen Namen nach den langjährigen Besitzern aus dem Geschlecht Rozsony.
1828 zählte man in Bošianska Neporadza 30 Häuser und 345 Einwohner, in Rožňová Neporadza 15 Häuser und 226 Einwohner. In beiden Orten war Landwirtschaft Haupteinnahmequelle.
Bis 1918 gehörten die im Komitat Trentschin liegenden Orte zum Königreich Ungarn und kamen danach zur Tschechoslowakei beziehungsweise heute Slowakei.

## Bevölkerung
| Jahr                | 1994 | 2004    | 2014    | 2024    |
| ------------------- | ---- | ------- | ------- | ------- |
| Anzahl der Personen | 835  | 773     | 797     | 802     |
| Unterschied         |      | −7,42 % | +3,10 % | +0,62 % |

| Jahr                | 2023 | 2024    |
| ------------------- | ---- | ------- |
| Anzahl der Personen | 794  | 802     |
| Unterschied         |      | +1,00 % |

Nach der Volkszählung 2011 wohnten in Neporadza 783 Einwohner, davon 754 Slowaken sowie jeweils ein Mährer und Pole. Ein Einwohner gab eine andere Ethnie an und 26 Einwohner machten keine Angabe zur Ethnie.
681 Einwohner bekannten sich zur römisch-katholischen Kirche sowie jeweils ein Einwohner zur Bahai-Religion, zur Evangelischen Kirche A. B., zur orthodoxen Kirche und zur tschechoslowakischen hussitischen Kirche; ein Einwohner bekannte sich zu einer anderen Konfession. 37 Einwohner waren konfessionslos und bei 60 Einwohnern wurde die Konfession nicht ermittelt.

## Bauwerke und Denkmäler
- römisch-katholische Kirche

## Söhne und Töchter der Gemeinde
- Alfonz Bednár (1914–1989), slowakischer Prosadichter und Drehbuchautor